# 5174 Okugi
5174 Okugi (1988 HF) là một tiểu hành tinh vành đai chính được phát hiện ngày 16 tháng 4 năm 1988 bởi Yanai và Watanabe ở Kitami.